# Artasów
Artasów (ukr. Артасів), dawniej Ortasów – wieś na Ukrainie, w rejonie lwowskim (do 2020 roku w rejonie żółkiewskim) obwodu lwowskiego. Wieś liczy około 630 mieszkańców.

## Historia
Historia osadnictwa terenu Artasowa sięga czasów przedchrześcijańskich. Na jednym z lokalnych wzgórz, nazywanych dawniej Struka lub Strywanka, czczono boga wiatrów Stryboha. Od początków istnienia chrześcijaństwa na tych ziemiach i w czasach rządów książąt ruskich wsią władali lokalni bojarowie. W 1349, podczas rozruchów na ziemiach ruskich, Hrycko z Artasowa sprzeciwiał się zajęciu Rusi przez Kazimierza Wielkiego. W konsekwencji stracił majątek i życie.
Po zajęciu wsi przez starostów ruskich Artasów był dzierżawą należącą do zarządu mierzwickiego i starostwa gliniańskiego w ziemi lwowskiej, województwa ruskiego. Powierzchnia Artasowa była w czasach pierwotnych znacznie większa, ale ze względu na brak dbałości ze strony kolejnych dzierżawców, napady tatarskie (1438, 1444, 1524, 1575, 1020, 1675, 1605 i 1600) zmniejszyła się do 1433 morgów w 1871. Znaczną ilość gruntów przywłaszczyli sobie właściciele sąsiednich majątków.
Artasów był na podstawie królewskich przywilejów oddawany różnym osobom w dożywotnią dzierżawę. W 1776, po I rozbiorze Polski, majątek artasowski nabył jej dzierżawca Feliks Uruski, a po jego śmierci 1812 Artasów odziedziczył jego syn Jan Uruski. W 1826 Jan odsprzedał Nikodemowi Prawdzic Smarzewskiemu, a tej odstąpił wieś Franciszkowi Julianowi Smarzewskiemu. Po śmierci Franciszka w 1856, majątek – w udziałach po ½ części – odziedziczyli: Marcellina z Burakowskich Pietrzycka oraz Julia, Aleksander, Franciszek, Józefa i Tekla Smarzewscy. W 1860 całość udziałów odkupił od nich Marceli Kęplicz. Po zniesieniu pańszczyzny w 1861 uzyskał on odszkodowanie w wysokości 13.272 złr. 5 kr. W 1890 Artasów należał do dóbr tabularnych Deodata Krzysztofowicza, a w 1905 do dóbr tabularnych Jana Krzysztofowicza.
Cerkiew pod wezwaniem św. Paraskiewy (dawniej parafia greckokatolicka) została zbudowana kosztem gminy i dworu w 1770 w miejscu wcześniejszej. Należała do dziekanii kulikowskiej. Księgi metrykalne były prowadzone od 1785. Od 1865 zaprowadzona była szkółka parafialna.
W 1869 we wsi było 98 domów (w tym dwór, probostwo, szkoła oraz dwie karczmy dworskie). Mieszkało w nich 101 rodzin – łącznie 522 mieszkańców. W tym 30 osób wiernych obrządku łacińskiego, 481 greckokatolickiego i 11 żydów. Wśród mieszkańców 69 osób było właścicielami gruntów, było 6 chałupników, 2 rzemieślników, 4 czeladników, 136 parobków, 44 służących i 33 najemników. We wsi mieszkało 227 kobiet i dzieci. Mieszkańcy zajmowali się głównie uprawą roli. Ze względu na małą ilość pastwisk chów bydła był stosunkowo mały. Mieszkańcy posługiwali się językiem ruskim.
W II Rzeczypospolitej wieś w powiecie żółkiewskim województwa lwowskiego. W latach 1939–1946 nacjonaliści ukraińscy z OUN-UPA zamordowali tutaj 6 Polaków.

## Urodzeni
- Anna Krzysztofowicz (1925-2006) – polska Ormianka, zoolog, profesor zwyczajny Uniwersytetu Jagiellońskiego, społecznik[6]
- Jan Uruski.